# James Rotich
James Kipkosgei Rotich (22 december 1978) is een Keniaanse langeafstandsloper, die is gespecialiseerd in de marathon.

## Loopbaan
In 2004 liep Rotich op de marathon van Keulen een parcoursrecord van 2:10.22, dat tot 2008 overeind zou blijven. Ook won hij de 10 km van Appingedam in een tijd van 28:34,2.
Rotich won in 2005 de Bredase Singelloop in een tijd van 1:02.28. Op 10 april 2005 liep hij 2:17.15 op de marathon van Rotterdam en met een tijd van 59.07 werd hij vierde op de 20 van Alphen. Op 6 november 2005 werd hij derde op de marathon van Seoel in 2:11.57.
In 2006 behaalde de Keniaan een derde plaats op de marathon van Hamburg in een tijd van 2:09.25. In 2007 werd hij derde op de marathon van Amsterdam.

## Persoonlijke records
| Onderdeel      | Prestatie | Datum             | Plaats              |
| -------------- | --------- | ----------------- | ------------------- |
| 15 km          | 43.51     | 23 september 2007 | Zaandam             |
| 20 km          | 59.07     | 6 maart 2005      | Alphen aan den Rijn |
| halve marathon | 1:01.48   | 5 september 2009  | Rijsel              |
| 25 km          | 1:15.11   | 19 oktober 2008   | Amsterdam           |
| 30 km          | 1:30.01   | 29 april 2007     | Hamburg             |
| marathon       | 2:07.12   | 21 oktober 2007   | Amsterdam           |

## Palmares

### 10 km
- 2004:  Zwitserloot Dak Run in Groesbeek - 28.27,6
- 2004:  Stadsloop Appingedam - 28.34,2
- 2004:  Bewag Berlin City-Nacht in Berlijn - 30.05
- 2004: 5e Tourcoing - 30.02
- 2004:  Les Foulées de l'Amitiès in Bethune - 30.23
- 2007: 5e Carrera Integración in Campinas - 30.22
- 2007:  Nextel-Cidade Maravelhosa in Rio de Janeiro - 30.13

### 15 km
- 2007:  Carrera Ciudad de Girardot - 46.54
- 2012:  Carrera Rescate de la Frontera in Tumaco - 46.55

### 10 Eng. mijl
- 2004:  Zeebodemloop - 47.04
- 2007:  Dam tot Damloop - 46.50

### 20 km
- 2005: 4e 20 van Alphen - 59.07

### halve marathon
- 2004: 5e halve marathon van Klagenfurt - 1:06.40
- 2005:  Bredase Singelloop - 1:02.28
- 2007: 5e halve marathon van Maracaibo - 1:08.14
- 2009: 10e halve marathon van Lille - 1:01.48
- 2010:  halve marathon van Eldoret - 1:01.58,6
- 2012:  halve marathon van La Ceja - 1:07.07

### marathon
- 2004:  marathon van Keulen - 2:10.22
- 2005: 18e marathon van Rotterdam - 2:17.15
- 2005:  marathon van Seoel (herfst) - 2:11.57
- 2006:  marathon van Hamburg - 2:09.25
- 2006: 7e marathon van Seoel - 2:13.35
- 2007: 4e marathon van Hamburg - 2:09.29
- 2007:  marathon van Amsterdam - 2:07.12
- 2008: 13e marathon van Parijs - 2:10.21
- 2008: 6e marathon van Amsterdam - 2:10.04
- 2009: 20e marathon van Seoel - 2:19.18
- 2009: 7e marathon van Eindhoven - 2:09.33
- 2010: 15e marathon van Parijs - 2:12.16
- 2010: 26e marathon van Frankfurt - 2:16.27
- 2011:  marathon van Beyrouth - 2:13.16
- 2012: 10e marathon van Zürich - 2:17.16,1
- 2012: 4e marathon van Beirut - 2:16.42
- 2013:  marathon van Belfast - 2:19.57